# Galaxias olidus
Galaxias olidus — вид прісноводних корюшкоподібних риб родини Галаксієві (Galaxiidae). Вид широко поширений у річках на сході та півдні Австралії. Максимальна довжина тіла сягає 15 см.